# Plainfaing
Plainfaing är en kommun i departementet Vosges i regionen Grand Est (tidigare regionen Lorraine) i nordöstra Frankrike. Kommunen ligger i kantonen Fraize som tillhör arrondissementet Saint-Dié-des-Vosges. År 2022 hade Plainfaing 1 592 invånare.

## Befolkningsutveckling
Antalet invånare i kommunen Plainfaing
| Referens: INSEE |